# 迪娜·阿舍-史密斯
迪娜·阿舍-史密斯，MBE（英語：Dina Asher-Smith，英語發音：/ˈdaɪːnæ ˈæʃɜ smɪθ/，1995年12月4日—）生于奧爾平頓，是一名英国女子田径运动员，主攻短跑项目。她的父母都来自牙买加。2014年，她考入伦敦国王学院，就读历史专业。2017年，她获得文学士学位，顺利毕业。